# Юань Юэ
Юань Юэ (кит. упр. 袁悦, пиньинь Yuán Yuè; род. 25 сентября 1998, Янчжоу, Цзянсу) — китайская теннисистка. Победительница трёх турниров WTA (из них один в одиночном разряде).

## Профессиональная карьера
В 2019—2023 годах стала победительницей пяти турниров ITF в одиночном разряде и ещё трёх турниров ITF в парном разряде.

### 2024
В начале января 2024 года дошла до полуфинала одиночного разряда на турнире в Хобарте, где она проиграла американке Эмме Наварро, — в итоге ставшей чемпионкой этого турнира.
В середине января 2024 года участвовала в одиночном разряде Открытого чемпионата Австралии, где она в первом раунде соревнований проиграла британке Кэти Боултер со счётом 5-7, 6-7.
Она также участвовала в парном разряде этого турнира вместе с соотечественницей Ван Яфань, где они во втором круге соревнований проиграли Барборе Крейчиковой и Лауре Зигемунд со счётом 2-6, 4-6.
В начале марта 2024 года стала победительницей турнира WTA 250 в Остине  в одиночном разряде, где в финале победила свою соотечественницу Ван Сиюй со счётом 6-4, 7-6(4).

## Итоговое место в рейтинге WTA по годам
| Год  | Одиночный рейтинг | Парный рейтинг |
| 2024 | 47                | 73             |
| 2023 | 108               | 231            |
| 2022 | 74                | 535            |
| 2021 | 312               | 375            |
| 2020 | 229               | 356            |
| 2019 | 233               | 345            |
| 2018 | 378               | 516            |
| 2017 | 429               | 774            |
| 2016 | 931               |                |

## Выступления на турнирах

### Финалы турнировWTAв одиночном разряде (2)

#### Победа (1)
| Легенда:                    |
| --------------------------- |
| Турниры Большого шлема (0)* |
| Олимпиада (0)               |
| Итоговый турнир WTA (0)     |
| WTA 1000 Mandatory (0)      |
| WTA 1000 (0)                |
| WTA 500 (0+1)               |
| WTA 250 (1+1)               |

| Титулы по покрытиям | Титулы по месту проведения матчей турнира |
| ------------------- | ----------------------------------------- |
| Хард (1+2)*         | Зал (0)                                   |
| Грунт (0)           | Зал (0)                                   |
| Трава (0)           | Открытый воздух (1+2)                     |
| Ковёр (0)           | Открытый воздух (1+2)                     |

* количество побед в одиночном разряде + количество побед в парном разряде.
| №  | Дата         | Турнир     | Покрытие | Соперница в финале | Счёт       |
| 1. | 3 марта 2024 | Остин, США | Хард     | Ван Сиюй           | 6-4 7-6(4) |

#### Поражение (1)
| №  | Дата            | Турнир            | Покрытие | Соперница в финале | Счёт    |
| 1. | 15 октября 2023 | Сеул, Южная Корея | Хард     | Джессика Пегула    | 2-6 3-6 |

### Финалы турнировWTAв парном разряде (2)

#### Победы (2)
| №  | Дата            | Турнир       | Покрытие | Партнёрша     | Соперницы в финале                  | Счёт           |
| 1. | 20 октября 2024 | Нинбо, Китай | Хард     | Деми Схюрс    | Николь Мелихар-Мартинес Эллен Перес | 6-3 6-3        |
| 2. | 2 марта 2025    | Остин, США   | Хард     | Анна Блинкова | Маккартни Кесслер Чжан Шуай         | 3-6 6-1 [10-4] |